# سهرني الشوق
سهرني الشوق: هو ألبوم إستديو للمطرب فضل شاكر، تم طرحه رسميًا في الأسواق يوم 31 ديسمبر 2004.حققت أغنية (فين لياليك)، و(حياة الروح) انتشار عربي واسع.

## الأغاني
ضم الألبوم 14 أغنية، وحقق الألبوم انتشار عربي واسع. واحتوى الألبوم على الأغاني الآتية:
| العنوان       | كلمات         | ألحان        | توزيع                        |
| ------------- | ------------- | ------------ | ---------------------------- |
| سهرني الشوق   | فضل شاكر      | ناصر الأسعد  | ناصر الأسعد                  |
| جوايا         | محمد الرفاعي  | محمد الرفاعي | ناصر الأسعد، كريم عبد الوهاب |
| يا حبيبي      | حميد الشاعري  | حميد الشاعري | حميد الشاعري                 |
| تدري ليه      | المعتز        | مروان خوري   | بلال الزين                   |
| أول ما بشوفك  | محمد الرفاعي  | أشرف أبو زيد | كريم عبد الوهاب              |
| نار الشوق     | مروان خوري    | مروان خوري   | فهد                          |
| من أول عمري   | أحمد علي موسى | رامي صبري    | كريم عبد الوهاب              |
| خلصت كلامك    | محمد حمدي     | تامر علي     | وليد ميمني                   |
| سنين الشوق    | تامر عاشور    | تامر عاشور   | ناصر الأسعد                  |
| الدور على مين | أمير طعيمة    | رياض الهمشري | أسامة الهندي                 |
| الحال         | تركي          | طارق محمد    | ناصر الأسعد                  |
| فين لياليك    | محمد عاطف     | رامي جمال    | وسام صبري                    |
| يا حياة الروح | محمد الماضي   | جان صليبا    | ناصر الأسعد                  |
| مين قلك       | محمد الماضي   | ناصر الأسعد  | ناصر الأسعد                  |